# Princess Alice (piroscafo)
La Princess Alice era un piroscafo a ruota britannico varato nel 1865. Affondò il 3 settembre 1878 nel Tamigi a causa di una collisione con la carboniera Bywell Castle. Nell'incidente perirono tra le 650 e 700 persone, rendendo il fatto il più grave naufragio avvenuto nelle acque interne britanniche.

## Storia
La nave venne varata come Bute nei cantieri Caird & Company di Greenock, in Scozia, il 1º luglio 1865. Fu costruita per la Wemyss Bay Railway Company che la destinò al trasporto passeggeri tra Wemyss Bay e Rothesay. Nel 1867 la Bute fu venduta alla Waterman's Steam Packet Co. che, oltre a destinarla al trasporto passeggeri sul Tamigi, la ribattezzò Princess Alice in omaggio della terzogenita della regina Vittoria, la principessa Alice. Due anni più tardi l'imbarcazione cambiò proprietario per la terza volta, essendo stata ceduta alla Woolwich Steam Packet Company, compagnia che anni dopo cambiò il suo nome in London Steamboat Company. La Princess Alice venne destinata alle escursioni turistiche sul fiume Tamigi e nel corso degli anni subì alcune modifiche tecniche.

## Il naufragio

Mappa dell'ultimo viaggio della Princess Alice.

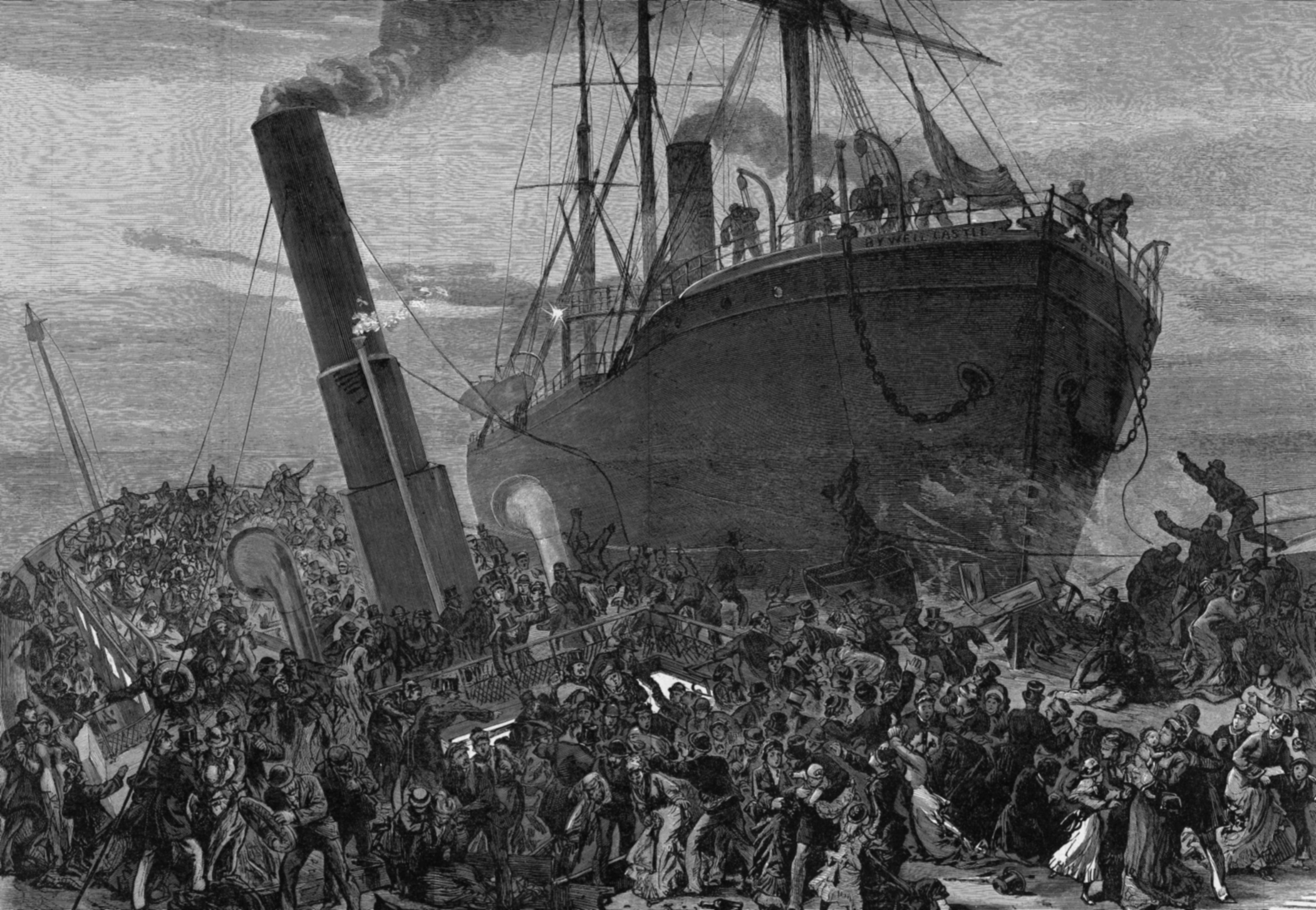
Il momento della collisione in un'incisione dell'epoca.

Il 3 settembre 1878 la Princess Alice, guidata dal capitano William Grinstead, salpò dallo Swan Pier, nei pressi del ponte di Londra, per un'escursione andata e ritorno per Sheerness, nel Kent. Durante la crociera erano previste come tappe intermedie Blackwall, North Woolwich e Rosherville Gardens, quest'ultima era una meta molto ambita dai londinesi in quanto sede di un giardino di divertimenti. Dal momento che la London Steamboat Company disponeva sul Tamigi di una numerosa flotta, la compagnia decise che i passeggeri potessero utilizzare un biglietto unico andata e ritorno, valido su ogni battello dell'impresa. Per incentivare l'afflusso le corse vennero vendute al prezzo di soli due scellini.
Durante il viaggio di ritorno verso Londra la Princess Alice mollò gli ormeggi da Rosherville Gardens alle 18:30 alla volta di North Woolwich. Una volta superata Tripcock Point il battello giunse circa 50 minuti dopo in vista del molo di North Woolwich, nel punto del fiume noto come Gallions Reach. 
Da Millwall nel frattempo era salpata la Bywell Castle, una carboniera di 1376 tonnellate diretta a Newcastle upon Tyne e capitanata da Thomas Harrison. Su questa seconda nave, il cui comando era stato temporaneamente ceduto al timoniere Christopher Dix, non si godeva di una buona visuale dalla plancia per via della forma del castello di prua e per questa ragione in suo appoggio era stato messo un marinaio di vedetta. 
Nel tratto del Tamigi conosciuto come Gallions Reach, tra Woolwich e Thamesmead, il timoniere della Bywell Castle avvistò all'orizzonte la luce rossa di babordo della Princess Alice. Questo segnale indicava l'imminente passaggio a dritta del battello rispetto alla carboniera. Contravvenendo alle norme nautiche del 1873, il capitano Grinstead virò improvvisamente a babordo, probabilmente per cercare la stanca lungo il lato sud del fiume. Così facendo la Princess Alice venne a trovarsi sulla rotta della Bywell Castle. Come dalla carboniera ci si rese conto di quanto accadendo venne ordinato l'indietro tutta. Questa precauzione fu del tutto inutile e l'impatto fu inevitabile. La prua della Bywell Castle entrò sul lato dritta della Princess Alice, proprio all'altezza del tamburo che alloggiava la ruota a pale. 
L'urto fu talmente violento che il battello investito si spezzò in due tronconi. Immediatamente dalla Bywell Castle vennero calate delle scialuppe di salvataggio e delle corde, mentre dalle rive salparono diverse imbarcazioni per soccorrere i naufraghi. Centinaia di passeggeri morirono durante le operazioni di soccorso a causa del caos e della confusione venutasi a creare sul luogo del disastro. Dal momento che la prua era rapidamente affondata, molti a bordo avevano cercato la salvezza correndo verso la poppa che nel frattempo si era inclinata quasi perpendicolarmente. La Princess Alice colò a picco talmente rapidamente, il tutto avvenne infatti in soli quattro minuti, che le sue scialuppe non poterono essere calate in acqua. Altri ancora, una volta finiti nel Tamigi, morirono avvelenati dai liquami che venivano quotidianamente riversati nel fiume dalle vicine fabbriche chimiche. In quello stesso giorno una grande chiazza di petrolio si era riversata nel Tamigi a causa di un incendio. Circa 130 persone furono recuperate e salvate durante le operazioni di soccorso. Sedici superstiti morirono nei giorni successivi in seguito alle complicazioni legate al fatto di aver ingurgitato l'acqua avvelenata del fiume.
Siccome non vi erano registri e la compagnia avesse adottato il biglietto unico, fu impossibile stabilire quante persone esattamente vi fossero a bordo della Princess Alice al momento del naufragio e quante siano effettivamente morte. Nei giorni e nelle settimane successive vennero ripescati centinaia di cadaveri. Altri ancora vennero rinvenuti lungo le rive del fiume o nel relitto del battello. Si stima che nella sciagura siano morte tra le 600 e le 700 persone. Tra le vittime vi fu anche il capitano della Princess Alice Grinstead.

## Conseguenze
Il 7 settembre il troncone della prua della Princess Alice venne portato a riva dove poi fu smantellato. Due giorni dopo venne celebrato un grande funerale collettivo per le vittime della tragedia e centinaia di corpi vennero seppelliti in una fossa comune del cimitero di Woolwich.
Il 6 novembre 1878 il Board of Trade, incaricato della vertenza sulla tragedia, emanò la sua sentenza attribuendo le responsabilità ad entrambe le navi. La Princess Alice fu riconosciuta colpevole poiché secondo quanto stabilito dal regolamento del 1872 quando due navi si dirigono l'una verso l'altra, entrambe devono passare sul lato babordo dell'altra, la Bywell Castle invece fu incolpata di non aver azionato l'indietro tutta in maniera abbastanza rapida. Furono altresì riconosciute le responsabilità delle autorità portuali di non aver pubblicato norme sufficientemente chiare. Dopo il disastro la Marine Police Force, la forza di polizia responsabile della sicurezza nelle acque del Tamigi, venne dotata di nuovi battelli a vapore che andarono così a sostituire le tradizionali imbarcazioni a remi, rivelatesi del tutto inadeguate.
Nel maggio 1880, grazie alle donazioni di oltre 23.000 cittadini, venne eretto un monumento nel cimitero di Woolwich a ricordo delle vittime della Princess Alice. Tre anni dopo la Bywell Castle, in viaggio da Alessandria d'Egitto ad Hull, affondò nelle acque del golfo di Biscaglia. Nel disastro morirono tutti i quaranta membri dell'equipaggio.